# Lübbecke (Kernstadt)

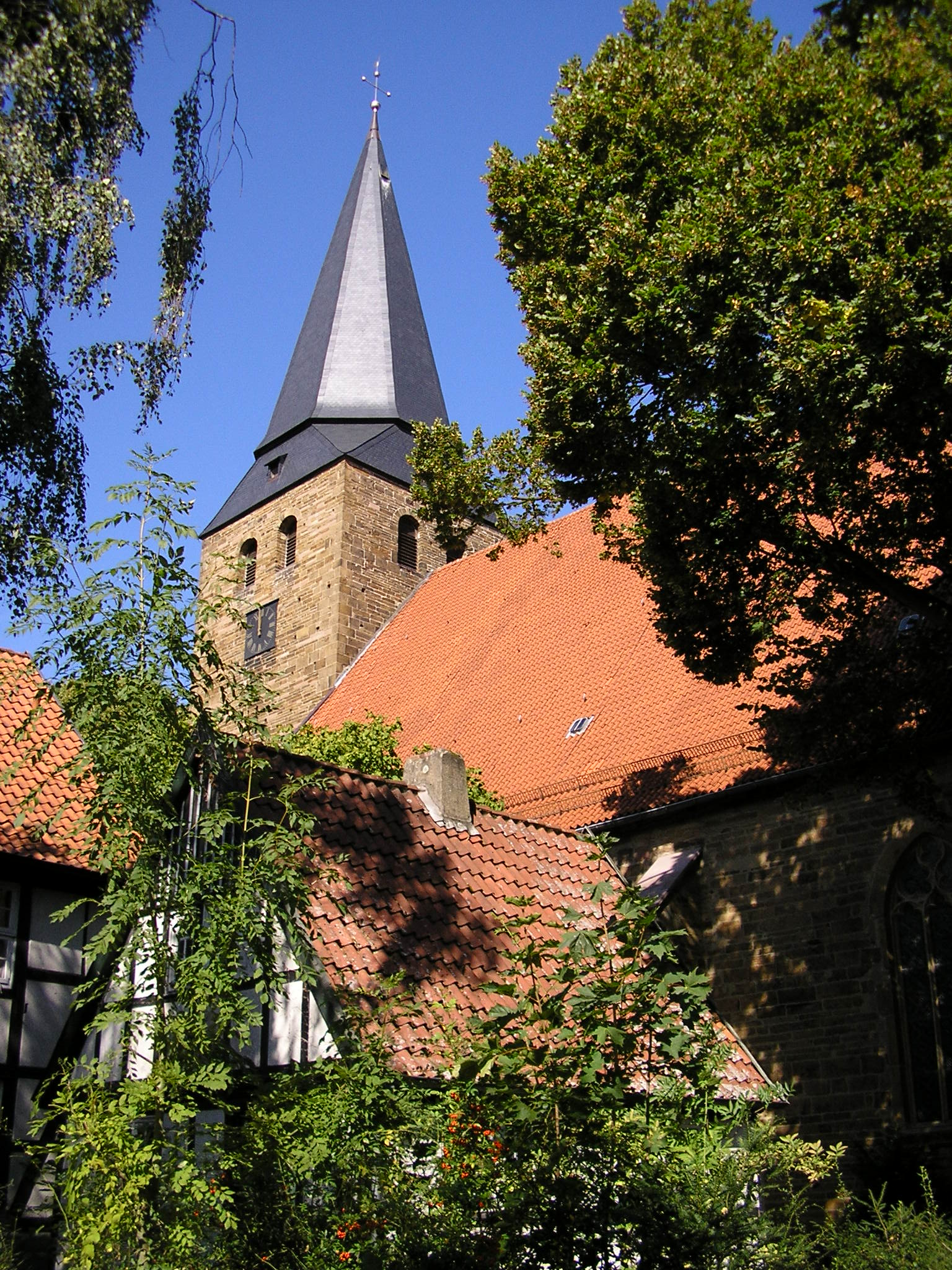
Die Kirche St. Andreas im historischen Zentrum der Kernstadt

Lübbecke Kernstadt ist ein Bereich von Lübbecke im Kreis Minden-Lübbecke in Ostwestfalen.
Die Kernstadt umfasst im Wesentlichen das Gebiet der alten Stadt Lübbecke vor der Gebietsreform 1973 und umfasst auch größere Wald- und landwirtschaftlichen Gebiete. Lediglich kleine vormals zu Lübbecke gehörige Teile, die nördlich des Mittellandkanals liegen, wurden im Zuge der Gebietsreform aus Lübbecke aus- und in die Stadt Espelkamp eingegliedert. Im Süden konnte die Kernstadt hingegen einen deutlichen Gebietsgewinn verzeichnen: Durch die Neugliederung kamen unbewohnten Waldflächen, der so genannte Reineberger Hagen, mit dem Gelände der ehemaligen Reineburg mit einer Fläche von 0,99 km² an die Stadt Lübbecke, die zuvor zur südlich gelegenen Gemeinde Ahlsen-Reineberg gehört hatten und bis an die Obere Tilkenbreite heranreichten. Der Gebirgskamm bildet seitdem die südliche Grenze zur Gemeinde Hüllhorst, bzw. des Hüllhorster Ortsteils Ahlsen-Reineberg.
Im § 3 der Hauptsatzung der Stadt Lübbecke wird der Bereich der Kernstadt nicht definiert oder erwähnt. Er ist daher laut Hauptsatzung auch keine Ortschaft mit Ortsvorsteher. Gemeinhin wird Lübbecke Kernstadt aber umgangssprachlich als Ortschaft, Ortsteil oder Stadtteil aufgefasst und damit begrifflich den Ortschaften gleichgesetzt. Der Begriff Lübbecke Kernstadt wird auch beispielsweise von der Stadt Lübbecke in ihrer Einwohnerstatistik angegeben. Daraus geht hervor, dass Lübbecke Kernstadt den Teil der Stadt Lübbecke umfasst, der nicht zu den eigentlichen Ortschaften gezählt wird. Folglich entspricht Lübbecke Kernstadt weitestgehend der Stadt Lübbecke mit dem Gebietsstand vor dem 1. Januar 1973. Die Kernstadt hat rund 16.000 Einwohner auf 17,22 km² (das sind rund ein Viertel der Stadtfläche Lübbeckes und knapp 62 % der Bewohner der Gesamtstadt), ist damit der weitaus größte Stadtteil Lübbeckes.
Der umgangssprachliche Begriff „City“ ist nicht mit der Kernstadt gleichzusetzen, da die City im allgemeinen Verständnis nur den zentralen Bereich Lübbeckes im Bereich der Altstadt meint.

## Geografie

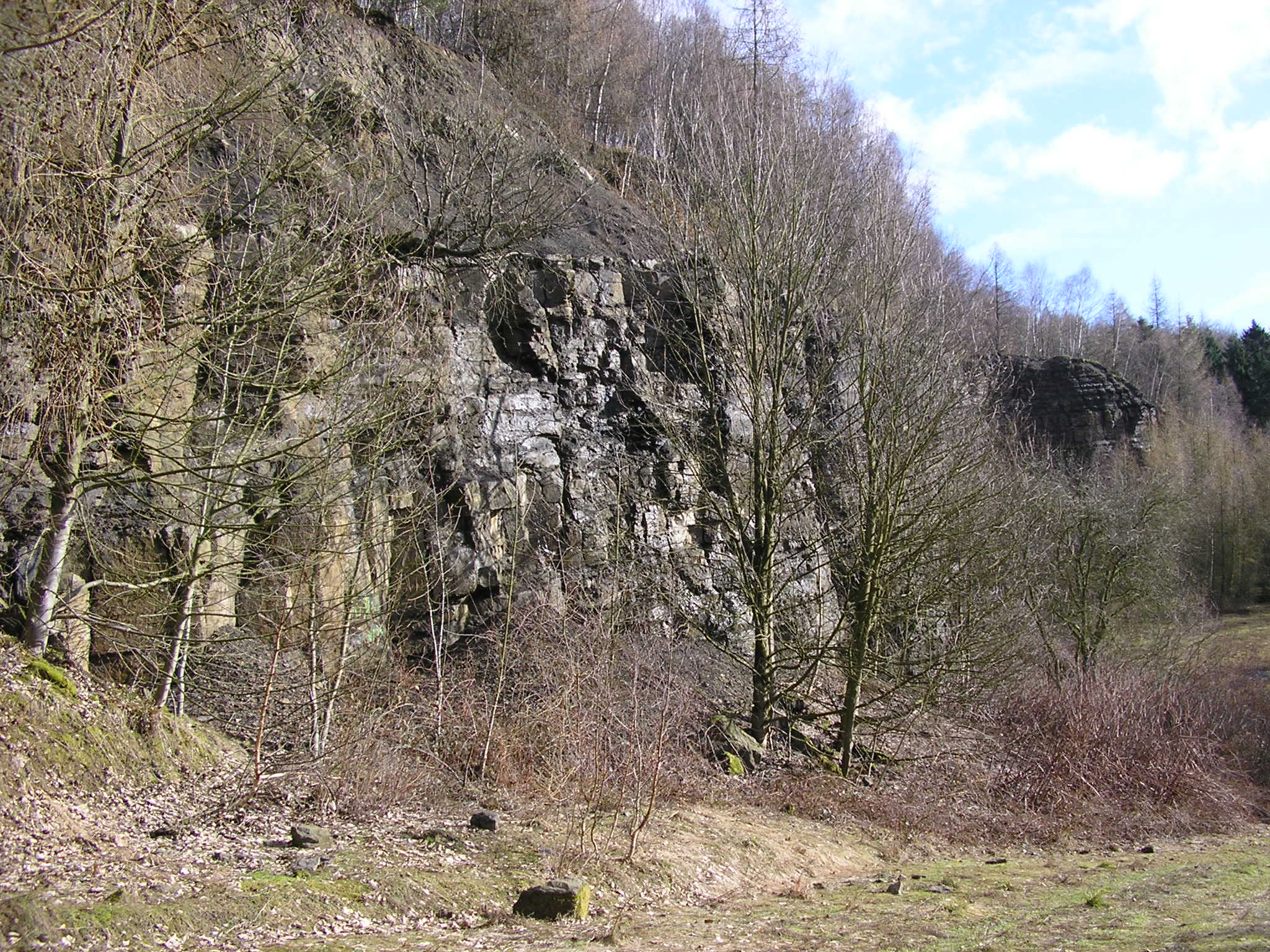
Im Süden der Kernstadt, im Gebirge, liegen einige alte Steinbrüche.

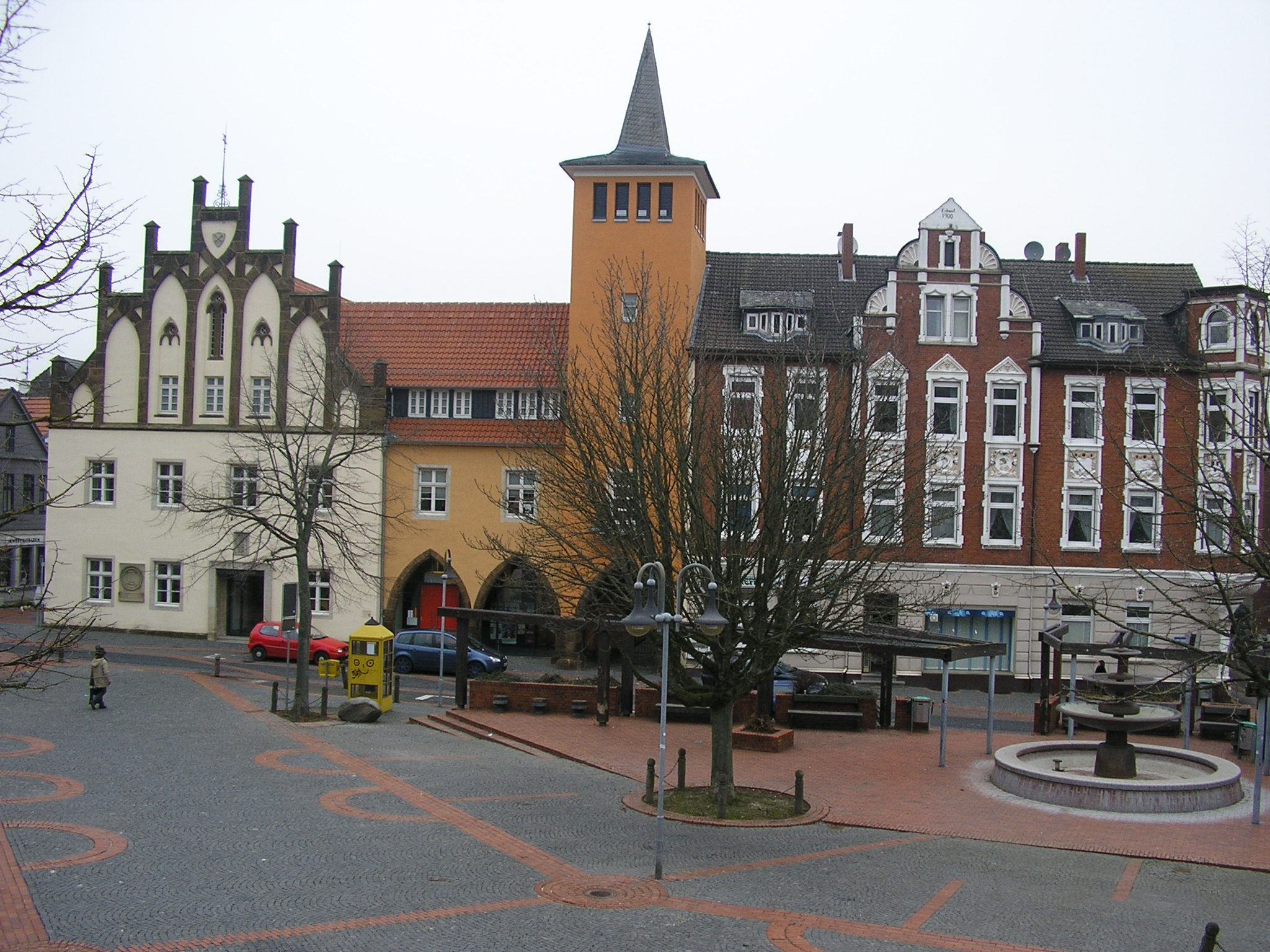
Der Marktplatz mit dem alten Rathaus (links) und dem Wahrzeichen Lübbeckes, dem Bierbrunnen (rechts)

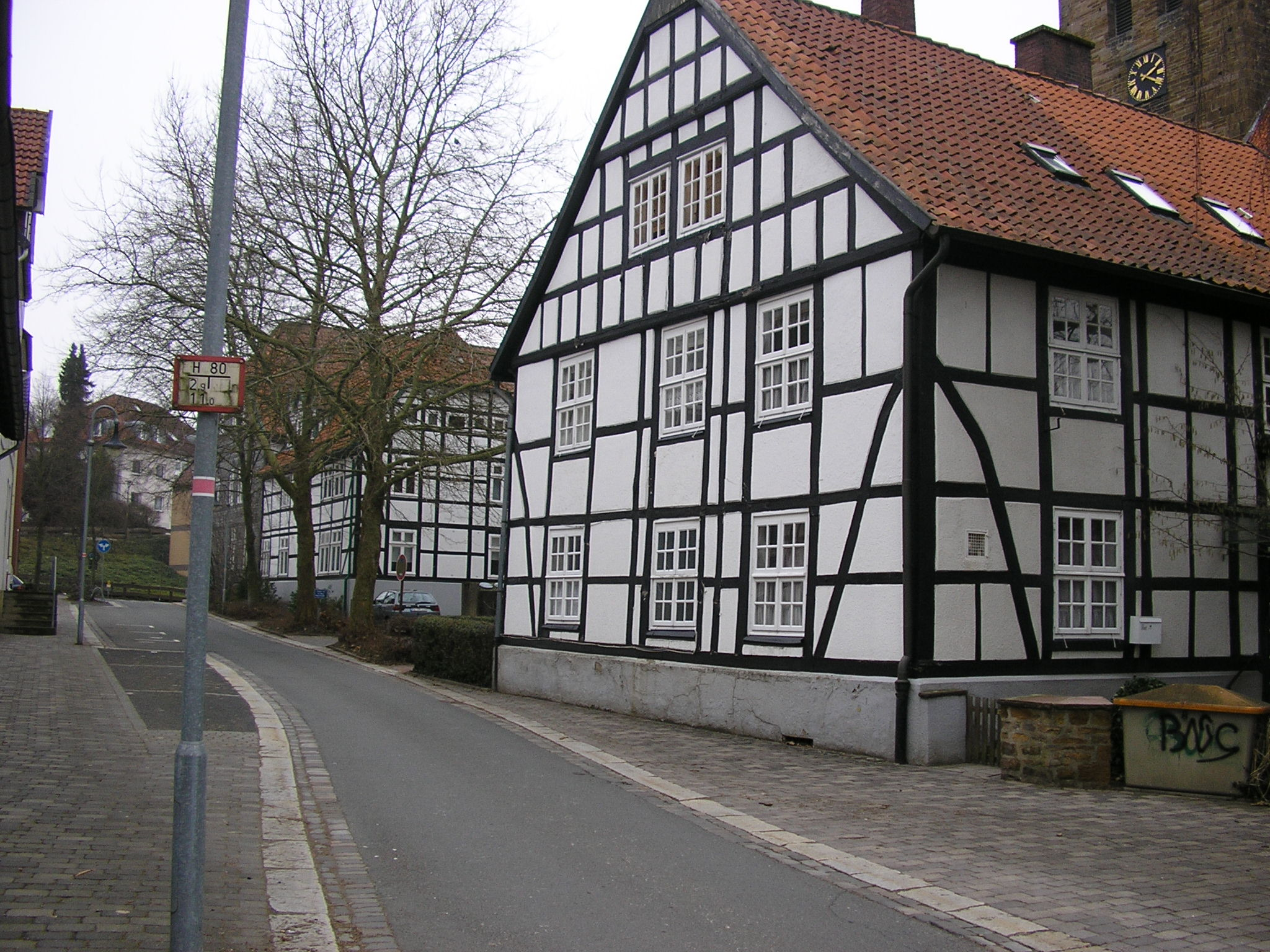
Im Bereich der historischen Altstadt gibt es noch alte Fachwerkhäuser, wie z. B. hier in der Pfarrstraße.

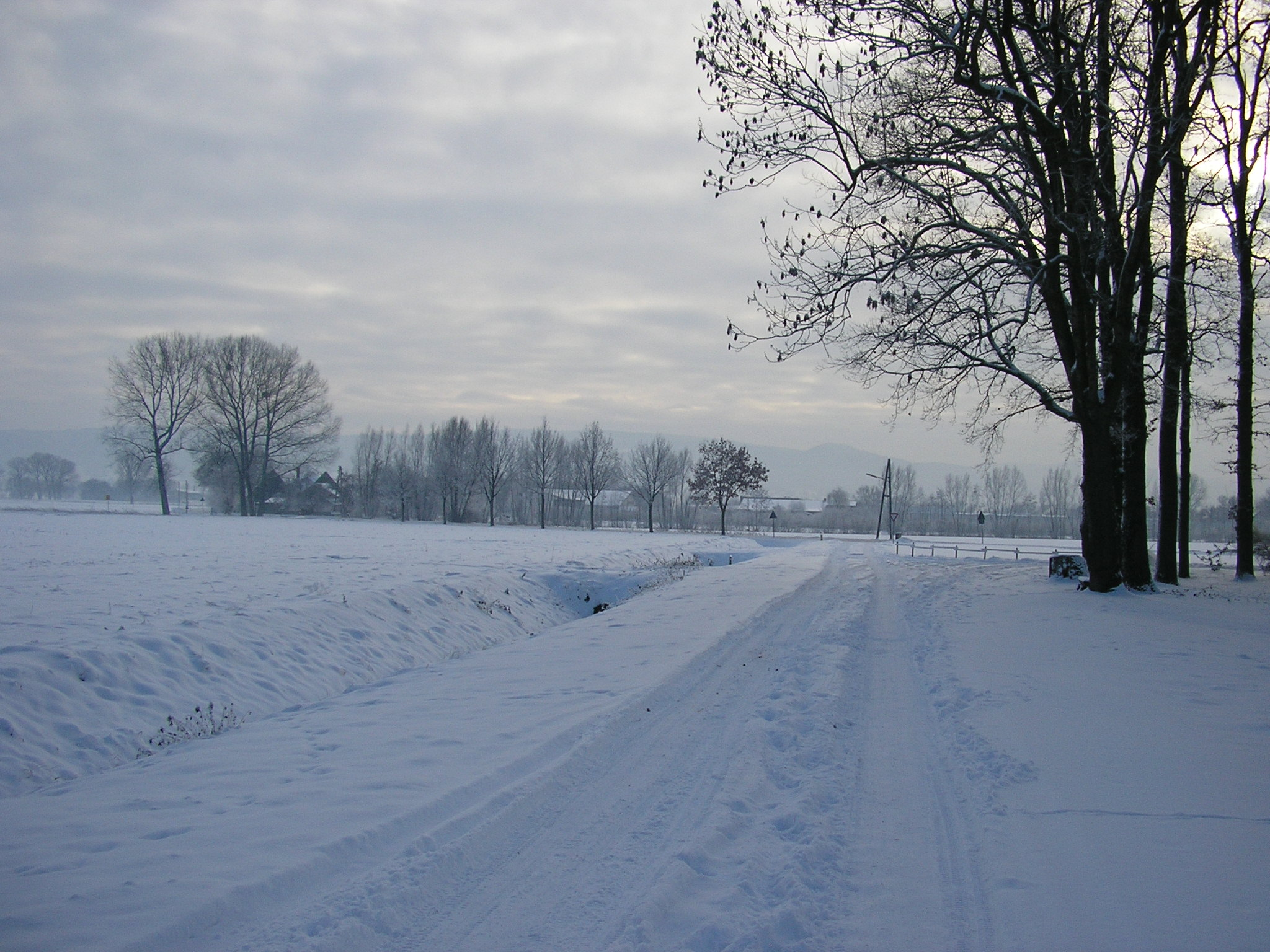
Der Norden der Kernstadt, wie hier Nähe des Kanals im Winter, ist dünn besiedelt und noch heute großteils agrarisch geprägt.

Typischer Wohnblock im Problemviertel „Jenseits des Bahndammes“

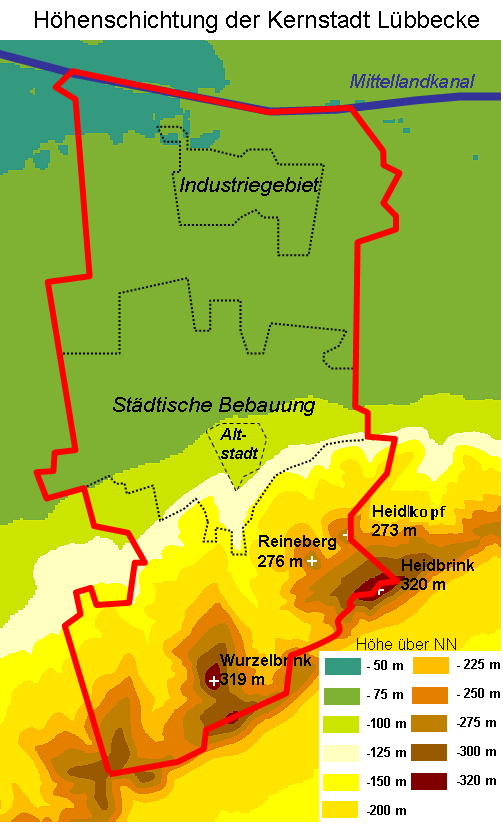
Die Topographie der Kernstadt

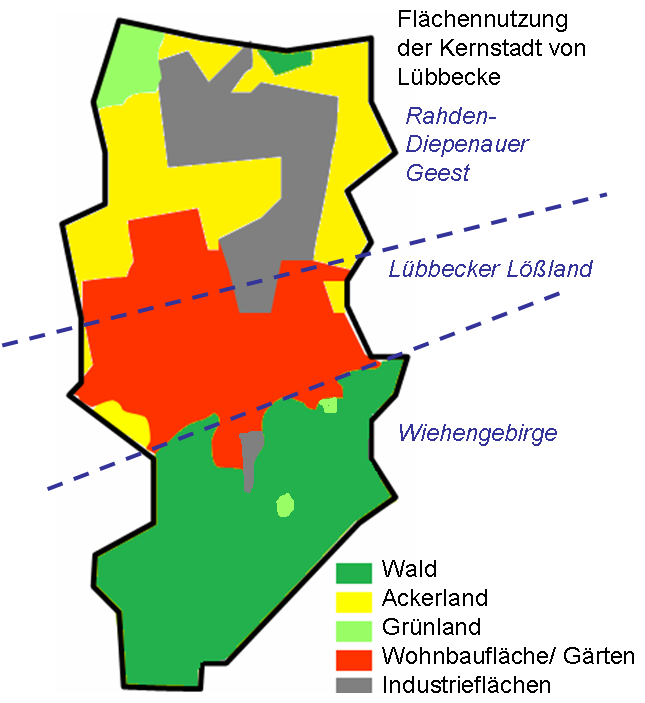
Die Grafik verdeutlicht die Verteilung der Flächennutzung und die Zuordnung zu den Teillandschaften.

Der Ort Lübbecke liegt im Lübbecker Lößland am Nordrande des Wiehengebirges, wo dieses in seinem am weitesten nach Norden vorspringenden Teile durch eine Passfurche durchschnitten wird. Das Stadtzentrum liegt in etwa 95 m Höhe und fällt nach Norden ab.
Der Bereich der Kernstadt erstreckt sich vom Kamm des Wiehengebirges im Süden bis zum Mittellandkanal im Norden. Zum Gebiet gehören die Teillandschaften
- Wiehengebirge im Süden,
- das Lübbecker Lößland in der Mitte und
- die Rahden-Diepenauer Geest im Norden, ab etwa der Bundesstraße 65 bis an die Stadtgrenze am Mittellandkanal.

Somit hat die Kernstadt Anteil an allen Teillandschaften der Gesamtstadt Lübbecke. Das südliche gebirgige Drittel der Kernstadt ist nahezu komplett von Wald bedeckt und unbewohnt. Lediglich die südlichsten Baugrundstücke in Hanglage und einige Industriebetriebe, wie zum Beispiel die Brauerei „Barre Bräu“, liegen diesem Teilraum. Auch gibt es noch kleinere landwirtschaftlich genutzte Flächen am Nordhang des Wiehengebirges: rund drei Hektar südlich der Oberen Tilkenbreite und Reinburgstraße aber auch der Gallenkamp sind Grünland, wobei der westliche Teil als Wiese, der östliche Teil als Weide genutzt wird.
Die höchsten Berge des Wiehengebirges (Heidbrink, Wurzelbrink u. a.) liegen auf dem Gebiet der Kernstadt.
Die eigentliche Wohnbausiedlung liegt im mittleren Teil (überwiegend im naturräumlichen Bereich des Lübbecker Lößlandes aber teilweise auch schon in der Rahden-Diepenauer Geest) und umfasst mit rund 4,5 km² rund ein Drittel der Kernstadt, wobei die City, die lediglich 0,22 km² umfasst, im südlichen Teil dieses Drittels liegt, was damit begründet ist, dass neue Baugrundstücke im 20. Jahrhundert aufgrund der Reliefs kaum Richtung Süden, sondern nur in die ebenen Flächen nach Norden hinaus erschlossen werden konnten.
Der Bereich des Lübbecker Lößlandes weist in der Kernstadt heute kaum noch unbebaute landwirtschaftliche Flächen auf. Die einzig verbliebene nennenswerte Ackerfläche liegt zwischen dem Krankenhaus und der Bundesstraße 65 (beiderseits der Virchofstraße) und ist rund 40 Hektar groß.
In den begrenzt verfügbaren Berglagen in Waldnähe im ganz im Süden (Schützenstraße, Am Gallenkamp, Obere Tilkenbreite, Osterstraße u. a.) befinden sich heute die eher exklusiven Wohngebiete.
Die nördlichen Siedlungsgebiete, insbesondere nördlich der Bundesstraße 65, bzw. der Bahnlinie wurden erst nach dem Zweiten Weltkrieg erschlossen. Hier sind eher Reihenhaussiedlungen und Einzelhäuser mit vergleichsweise kleinen Grundstücken sowie vereinzelt auch Hochhauskomplexe das bestimmende Element.
Der nördliche Drittel der Kernstadt umfasst, naturräumlich bereits Teil der Rahden-Diepenauer Geest, neben größeren landwirtschaftlichen Flächen vor allem auch das Lübbecker Industriegebiet. Auch ein Teil des Naturschutzgebiets Rauhe Horst – Schäferwiesen liegt hier im Norden der Kernstadt.
Wohnbevölkerung ist im Lübbecker Norden kaum vorhanden und beschränkt sich auf ehemalige Bauernhöfe oder Gutshäuser. Hier befindet sich der Großteil der Fabriken und Großunternehmen sowie Autohäuser, Großhändler usw., sowie nicht zuletzt der Lübbecker Industriehafen.
Mit rund 925 Einwohnern pro km² weist die Kernstadt eine signifikant höhere Einwohnerdichte als der Rest der Stadt Lübbecke auf. (In der Gesamtstadt leben im Schnitt 400 Menschen auf einem km², in allen anderen Stadtteilen, also ausschließlich der Kernstadt, sind es sogar nur 211 Einw. pro km²).
Hier ist zu berücksichtigen, dass das Wiehengebirge unbewohnt und der Nordteil der Kernstadt nur marginal besiedelt ist. Im Lübbecker Industriegebiet wohnen zum Beispiel auf rund 3,3 km² lediglich 230 Menschen, also nur 70 Einw./km². Auf der geschlossenen Siedlungsfläche der eigentlichen Siedlung Lübbecke auf rund 5 km² rund 13.750 Menschen, was für den zentralen Citybereich dann eine Einwohnerdichte von 2.750 Einwohnern pro km² bedeutet. Besonders dicht ist die Besiedlung in der historischen Altstadt, grob begrenzt durch den Niederwall im Norden, die Bundesstraße im Osten, und durch Weingarten- und Bahnhofstraße im Westen. Hier wohnen auf 25 Hektar rund 1.200 Menschen, was einer Bevölkerungsdichte 4.800 Einw./km² entspricht. Dichte Bebauung, kleinste Grundstücke, in der Regel ohne Gärten treiben hier die statistische Siedlungsdichte nach oben. Lediglich der Umstand das die zahlreichen Geschäfte, das Gelände um die Kirche, die Parkhäuser und der Busbahnhof unbesiedelt sind, senken dort die durchschnittliche Einwohnerdichte. Auch dicht wohnen die Menschen im genannten Bereich Jenseits des Bahndammes, also nördlich, bzw. westlich der Bahnlinie: hier drängen sich auf 1,4 km² rund 5.000 Menschen also 3.571 Einw./km²; im Gegensatz zur Altstadt besitzen viele Häuser, wenn auch kleine, Gärtchen, was die etwas niedrigere Bevölkerungsdichte als in der Altstadt erklärt. Deutlich bequemer residiert man in besagter Hanglage ganz im Süden oft in Villen auf meist großzügiger bemessenen Grundstücken: die rund 21 Hektar Baulandfläche zwischen Gallenkamp, Tennisclub, Waldrand und Ostende der Oberen Tilkenbreite teilen sich knapp, nicht selten gutbetuchte, 300 Einwohner, was einer Bevölkerungsdichte von lediglich rund 1.400 Einw./km² entspricht.

### Abgrenzung zum Stadtteil Gehlenbeck
Im Norden fällt die Außengrenze der Kernstadt mit der der Gesamtstadt zusammen und verläuft hier im Zuge des Mittellandkanals. Im Süden fällt die Grenze der Kernstadt mit der Außengrenze der Stadt auf dem Kamm des Wiehengebirges zusammen. Im Westen gibt es keine natürlichen Grenzen. Das Ende der kernstädtischen, geschlossenen Bebauung vereinfacht hier aber weitestgehend die Zuordnung. Nach Osten zum Stadtteil Gehlenbeck ist der Grenzverlauf dagegen nicht immer offensichtlich, da die Bebauung dieses Stadtteils mittlerweile übergangslos in die der Kernstadt übergeht. Daher scheint eine detailliertere Beschreibung geboten:
Die Grenze der Kernstadt knickt vom Kanal an der Brücke, die den „Heuweg“ mit der „Fahrenhorster Straße“ verbindet, ab und verläuft von dort in mehreren Knicken für rund 800 Meter nach Südosten, dann für rund 800 Meter nach Südwesten, bis sie beim „Grapenstein“ den Jägerbach erreicht. Diesem Jägerbach bzw. Jägergraben folgt die Grenze für 1,5 Kilometer nach Süden bis zur Bundesstraße B65. Von dort verläuft sie für 90 Meter auf der genannten Bundesstraße nach Osten, knickt dann nach Süden ab und folgt dem Verlauf der „Siekenkampstraße“ für 145 Meter. Dann knickt sie unvermittelt nach Westen für 140 Meter ab, verläuft für rund 140 Meter nach Süden, bis sie auf die „Bleichstraße“ trifft. Sie folgt dieser für knapp 90 Meter nach Westen bis zur Einmündung auf die „Burkampstraße“. Dieser folgt sie nach Osten für rund 235 Meter bis zur Einmündung des „Grenzweges“. Der Grenzweg bildet bezeichnenderweise dann für rund 220 Meter die Grenze zwischen der Kernstadt und Gehlenbeck. Am Ende des Weges angekommen, verläuft die Grenze dann für 250 Meter ungefähr im Zuge des Waldrandes zum Bergwald des Wiehengebirges mach Osten. Von dort biegt sie erwartungsgemäß nach Süden in das Wiehengebirge ab und trifft nach 1,8 Kilometern, über den Gipfel des Heidkopfs verlaufend, an der Hütte auf dem Heidbrink auf die Außengrenze der Gesamtstadt zur Gemeinde Hüllhorst.

### Untergliederung

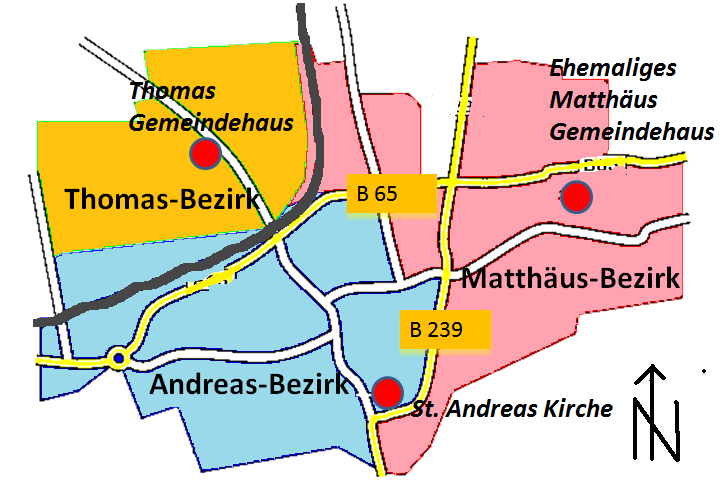
Die drei Bezirke der evangelischen Gemeinde Lübbecke.

Die Kernstadt selbst stellt in ihrer Gesamtheit zwar nicht de iure, aber faktisch einen eigenen Stadtteil dar. Administrativ wird die Kernstadt daher nicht mehr in Stadtteile oder -bezirke unterteilt.
Aus sachlichen Gründen ist es aber so, dass die Kernstadt für verschiedene Aufgabenfelder in Bezirke unterteilt ist, allerdings in jeweils verschiedener Anzahl und Zuschnitt.
Für die Koordinierung der Abfallbeseitigung zum Beispiel bildet die Kernstadt südlich der B65, dann mit den Stadtteilen Blasheim, Obermehnen, Stockhausen, Alswede, Nettelstedt den Bezirk 1, alles nördlich der B 65 der Kernstadt Lübbecke, zusammen mit Eilhausen und Gehlenbeck den Bezirk 2.
Die Kirchengemeinde Lübbecke unterteilte sich bis in die 2010er Jahre in drei Bezirke, den Thomas-, Andreas- und Matthäusbezirk. In Folge der auch in Lübbecke fortlaufenden Marginalisierung der Kirchen wurde der Matthäus-Bezirk aufgelöst und den noch verbliebenen Andreas- und Thomasbezirk zugeschlagen.

## Geschichte

Historische Stadtgrenze Lübbeckes (1844) und Kernstadt im Vergleich (auf historischer Karte von 1844)

### Einwohnerentwicklung
Stadt Lübbecke
| Jahr                 | Einw. | Einw./km² |
| -------------------- | ----- | --------- |
| 1818 (1. Dez.) ¹     | 1.906 | 113³      |
| 1843 (unbek.)        | 2.750 | 163³      |
| 1858 (1. Dez.) ¹     | 2.700 | 160³      |
| 1871 (1. Dez.) ¹     | 2.705 | 149³      |
| 1885 (1. Dezember) ¹ | 2.871 | 167³      |
| 1900 (1. Dezember) ¹ | 3.636 | 174³      |
| 1910 (1. Dezember) ¹ | 4.296 | 250³      |

| Jahr                   | Einw.  | Einw./km² |
| ---------------------- | ------ | --------- |
| 1925 (16. Juni) ¹      | 4.434  | 358       |
| 1939 (17. Mai) ¹       | 6.073  | 353       |
| 1950 (13. September) ¹ | 8.549  | 497       |
| 1961 (6. Juni) ¹       | 10.498 | 611       |
| 1970 (27. Mai) ¹       | 11.290 | 654       |
| 1972 (31. Dezember)    | 11.489 | 668       |

 Lübbecke Kernstadt
| Jahr             | Einw.  | Einw./km² |
| ---------------- | ------ | --------- |
| 1973 (1. Januar) | 11.453 | 667       |
| 1980 (unbek.)²   | 12.000 | 697       |
| 2007 (31. Dez.)  | 15.934 | 925       |

Fußnoten
¹ Volkszählungsergebnis (Angabe für den jeweils aktuellen Gebietsstand)
² Wert nicht belegbar, nur aus der Erinnerung des Verfassers
³ Bezogen auf die damalige Fläche von 16,84 km² (6675 Preußische Morgen), ab 1871 18,08 km², ab 1910 17,19 km², 1972: 17,20 km², 1973: 17,18 km², ab 1980 17,22 km²

## Bedeutung der Kernstadt Lübbecke

Die Karte zeigt die Situation im Jahre 1896: Der Bereich der heutigen Kernstadt war noch überwiegend landwirtschaftlich geprägt. Z.B. lag der Hauptbahnhof noch weit außerhalb der eigentlichen Stadt. Zur Erleichterung der Orientierung sind die Grenzen der derzeitigen zentralstädtischen Bebauung Lübbeckes (und Espelkamps) sowie der heutige Mittellandkanal farblich ergänzt.

Rund 62 Prozent der Bewohner der Stadt Lübbecke wohnen in der Kernstadt, die restlichen 38 Prozent in den übrigen sieben Stadtteilen.
Die Kernstadt Lübbecke ist im Kreis Minden-Lübbecke neben Minden, die einzige historische „echte“ Stadt, die bereits im Mittelalter über das Stadtrecht verfügte und damals die Kennzeichen einer Stadt aufwies (Stadtmauer, Marktplatz usw.). Alle anderen Städte im Kreisgebiet entstanden entweder im 18. und 19. Jahrhundert, wobei die jeweiligen Stadtkerne noch heute kaum mehr als Haufendörfer sind (Rahden, Preußisch Oldendorf usw.), oder erst im 20. Jahrhundert, entweder durch faktische Neugründung (Espelkamp, Bad Oeynhausen) oder erhielten aufgrund großzügiger Eingemeindungen verschiedener Dörfer im Rahmen der Gebietsreform des Jahres 1974 die notwendige Einwohnerzahl für das Stadtrecht (Petershagen eingeschränkte, Porta Westfalica), ohne dadurch den Dorfcharakter wirklich eingebüßt zu haben.
Die Kernstadt Lübbecke ist daher heute unangefochten das kulturelle Zentrum des ehemaligen Kreises Lübbecke.
Im Kreisgebiet verfügt neben Minden nur die Kernstadt Lübbecke über eine historische Altstadt mit der typischen Ballung von Kneipen, Restaurants und Diskotheken und einem vergleichsweise touristisch-attraktiven Flair. (Kirche, alte Stadthäuser).

## Evangelisch-lutherische Kirchengemeinde
Zur Evangelisch-lutherischen Kirchengemeinde Lübbecke, die weitestgehend deckungsgleich mit der Kernstadt ist (lediglich das administrativ zum Stadtteil Obermehnen gehörende Gut Obernfelde ist auch seit jeher nach Lübbecke eingepfarrt) 8409 Seelen. Den Vorsitz im Presbyterium der Kirchengemeinde führt derzeit Pfarrer Eberhard Helling. Das Gemeindegebiet unterteilt sich in drei Bezirke um das Thomas-Gemeindehaus, das Andreas-Gemeindehaus und um die Andreaskirche.
Die Kirchengemeinde Lübbecke gehört zur Region Lübbecke, die die Evangelisch-Lutherischen Kirchengemeinden Blasheim, Gehlenbeck, Lübbecke und Nettelstedt, nicht aber die von Alswede umfasst.